# Blocco dell'Unione

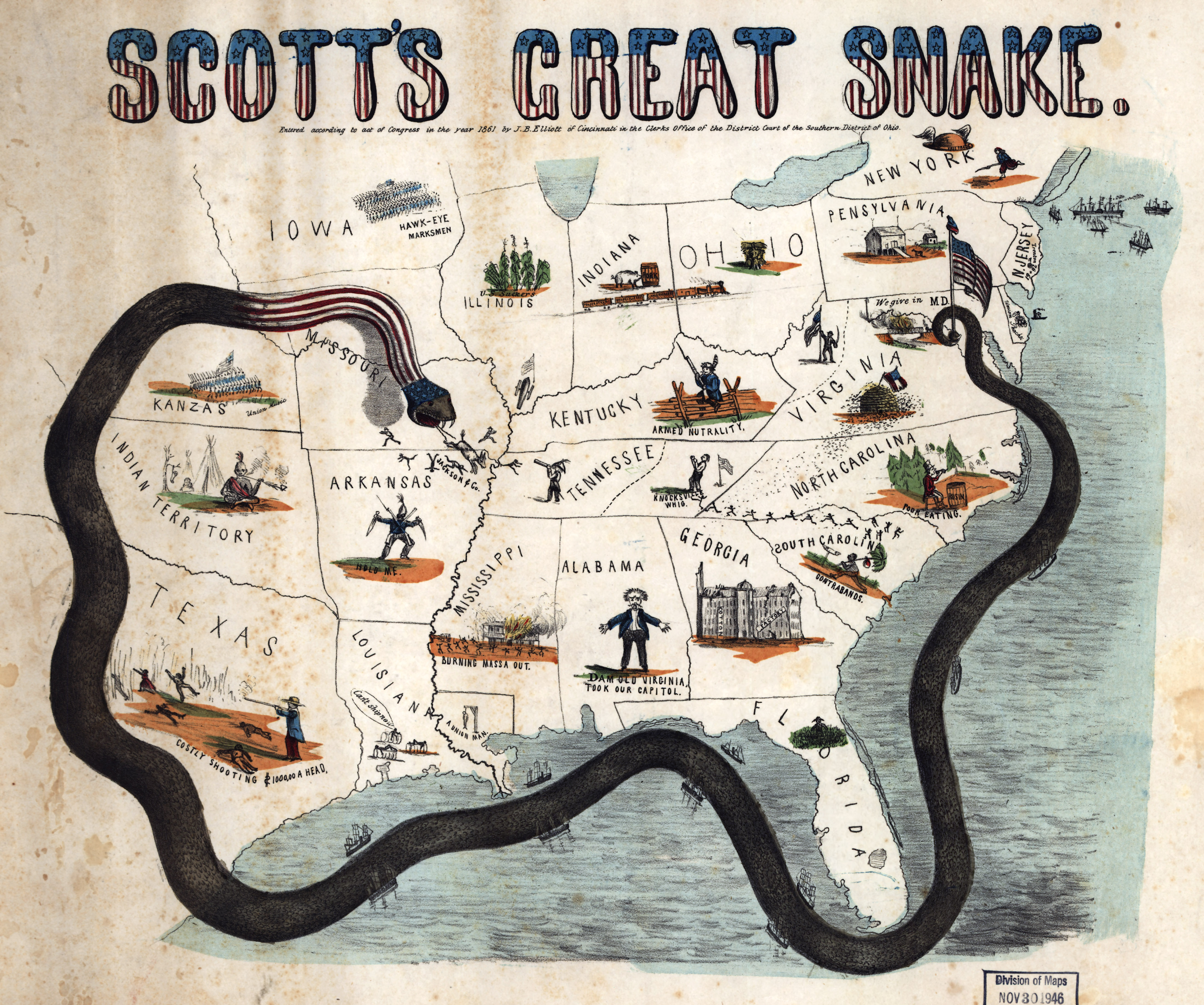
Schema del cosiddetto Piano Anaconda messo a punto nel 1861 da Winfield Scott.

Il blocco dell'Unione fu una strategia militare volta ad impedire il commercio internazionale degli Stati Confederati d'America; messo in atto dagli squadroni marini dell'Union Navy tra il 1861 e il 1865, serrò completamente l'intera linea costiera degli Stati Uniti meridionali.
Il blocco commerciale venne proclamato dal presidente degli Stati Uniti d'America Abraham Lincoln nell'aprile del 1861 e richiese il monitoraggio attivo di 3.500 miglia (5.600 km) di costa dall'Oceano Atlantico al Golfo del Messico, compresi i 12 scali portuali principali del profondo Sud ed in particolar modo New Orleans e Mobile (Alabama).
I cosiddetti corridori del blocco, abbastanza veloci da riuscire a sfuggire i controlli federali, riusciranno a trasportare solamente una minima parte delle scorte necessarie al Sud belligerante; gestiti in larga parte da cittadini dell'impero britannico fecero uso di porti neutrali quali L'Avana, Nassau e Bermuda.
Vennero commissionate circa 500 navi tra le più grandi e quelle di minor cabotaggio, le quali perverranno alla distruzione o alla cattura di oltre 1.500 "violatori del blocco" nel corso dell'intera durata del conflitto.

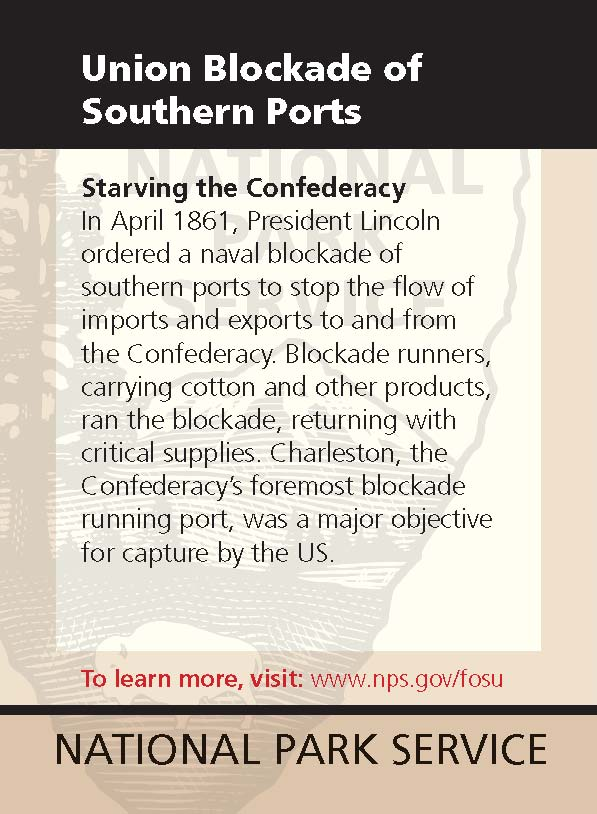
"Affamare la Confederazione": National Park Service. Nell'aprile del 1861 il presidente Lincoln ordinò un blocco navale dei porti meridionali per fermare il flusso di importazioni ed esportazioni da e verso gli Stati Confederati d'America. I corridori del blocco, che trasportavano cotone (fibra) e altri prodotti, sfidarono l'embargo, con risultati più o meno soddisfacenti. Charleston (Carolina del Sud), il principale porto di sbarramento sudista, fu sin dall'inizio un obiettivo importante per far ottenere la vittoria finale all'Unione.

## Proclamazione del blocco e implicazioni legali
Il 19 aprile del 1861, una settimana dopo il bombardamento e la relativa battaglia di Fort Sumter la quale condusse all'occupazione di Fort Sumter ad opera delle truppe ribelli dislocate nella Carolina del Sud nella guerra di secessione americana, il presidente Lincoln fece pubblicare un proclama ufficiale di blocco navale contro i porti meridionali.

## Riconoscimento implicito della Confederazione
Nelle sue Memorie inerenti al servizio trascorso nella Marina militare secessionista l'autore Raphael Semmes ebbe a sostenere che l'annuncio di un blocco portasse di fatto al riconoscimento dell'entità secessionista nella sua qualità di forma di governo nazionale indipendente, questo poiché i paesi generalmente non bloccano quelli che continuano a considerare i propri porti ma bensì li chiudono (un esempio in tal senso viene dato dal Boston Port Act).
Secondo il diritto internazionale e il diritto della navigazione tuttavia le nazioni mantenevano il diritto di ricercare e fermare imbarcazioni battenti bandiera neutrale, se solo queste fossero sospettate di violare un blocco in vigore; un fatto che la semplice chiusura dei porti non avrebbe permesso.
Nel tentativo di evitare un conflitto a tal riguardo con il Regno Unito di Gran Bretagna e Irlanda, per poter mettere in pratica la ricerca di naviglio mercantile britannico il quale si pensava potesse intrattenere rapporti commerciali con la Confederazione la Presidenza di Abraham Lincoln aveva bisogno di ottenere quei privilegi concessi dal diritto internazionale derivanti dalla "dichiarazione di blocco".
Dichiarando tuttavia che gli Stati secessionisti erano "belligeranti" piuttosto che "insurrezionalisti" i quali, secondo la legislazione marittima internazionale non potevano beneficiare di alcuna forma di riconoscimento da parte di potenze straniere, il Governo federale parve in un primo momento aprire nei fatti la strada agli inglesi e al Secondo Impero francese al riconoscimento ufficiale dell'Amministrazione confederata.
La proclamazione ufficiale di neutralità dei britannici fu e rimase per lo più in linea con la posizione assunta dal presidente Lincoln, secondo cui cioè i confederati sarebbero stati dei "belligeranti" - sempre secondo il diritto internazionale - aiutando implicitamente in tal modo un'eventuale legittimazione di tali Stati seguendo il loro diritto nazionale: ovvero quello di ottenere prestiti ed acquistare armamenti da paesi terzi.
Anche la proclamazione britannica conferì formalmente al proprio paese il diritto diplomatico di poter discutere apertamente da quale parte schierarsi e se, nel caso, di giungere a sostenerne una a scapito dell'altra.

## Operazioni
| Samuel Francis Du Pont, Chairman |  | Charles Henry Davis, Secretary |
| Alexander Dallas Bache           |  | John Gross Barnard             |

### Scopo primario
Una commissione congiunta di Union Army e Union Navy, divenuta nota come "Blockade Strategy Board", fu rapidamente formata per creare dei piani volti al sequestro dei principali scali portuali sudisti e quindi da riutilizzare in qualità di basi dell'Unione per le successive operazioni navali nella guerra di secessione americana nel quadro del Teatro basso litoraneo atte all'espansione del blocco stesso.
Essa si riunì per la prima volta a Washington entro il mese di giugno del 1861, sotto la guida direttiva e la leadership dell'allora capitano Samuel Francis Du Pont.
Durante la fase iniziale del blocco le forze unioniste ebbero modo di concentrarsi soprattutto sulla costa atlantica. La battaglia di Port Royal del novembre seguente, la quale consentì la presa del porto della Carolina del Sud, fornì ai federali uno sbocco aperto sull'Oceano oltre ad un buon numero di strutture di riparazione e manutenzione in buone condizioni operative.
Divenne pertanto rapidamente una delle basi principali per l'avvio di un'ulteriore espansione del blocco lungo la costa Atlantica, inclusa la Stone Fleet. Apalachicola ricevette merce confederata la quale viaggiò lungo il Chattahoochee (fiume) partendo da Columbus (Georgia) e fu quindi uno dei primi obiettivi negli sforzi di blocco unionisti sulla costa del Golfo di fronte alla Florida.

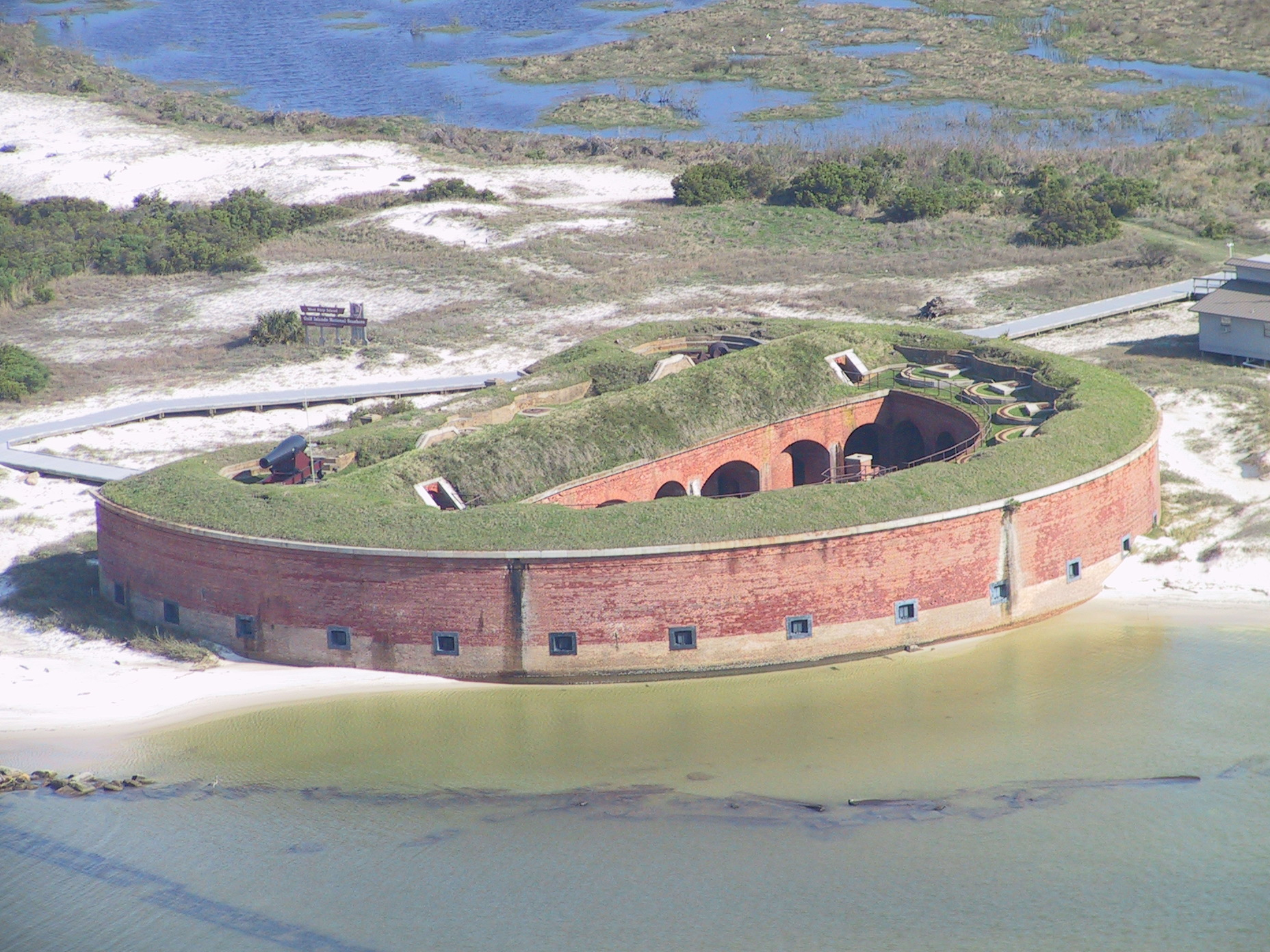
Fort Massachusetts a Ship Island nel 2002.

Un'altra delle prime conquiste riuscite fu rappresentata da Ship Island nel basso Mississippi, che diede alla Marina militare una base di partenza da cui pattugliare gli ingressi sia nel fiume Mississippi che nella Baia di Mobile. L'attività navale di blocco si estese gradualmente espandendosi in tutto il Golfo del Messico fino a giungere alla costa texana, comprese Galveston (Texas) e Sabine Pass.

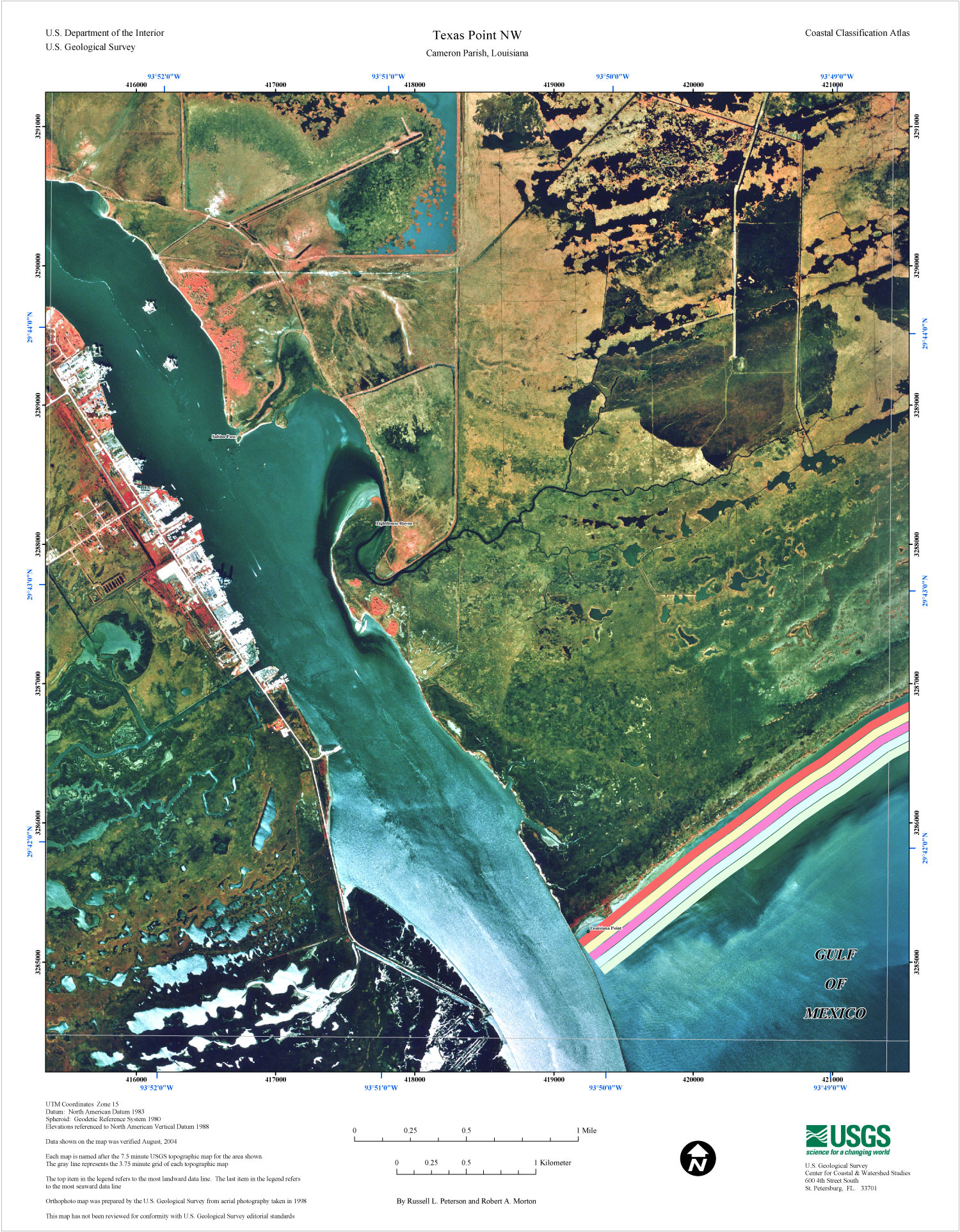
Sabine Pass, al confine tra Texas e Louisiana.

Con più di 5.500 km di linea costiera confederata da tenere sotto stretta osservazione e da controllare giorno dopo giorno, con 180 possibili porti di accesso affidati alle pattuglie di perlustrazione, il blocco navale unionista si sarebbe rivelato il più vasto sforzo mai tentato in questo senso.
La Marina ebbe 42 navi in servizio attivo più altre 48 giacenti ma elencate come disponibili non appena i relativi equipaggi avessero potuto essere raccolti ed addestrati.
Una buona metà erano costituiti da velieri, alcuni tecnologicamente obsoleti e la maggior parte dei quali inizialmente si trovava di pattuglia in lontane regioni oceaniche; uno infine era in servizio sul Lago Erie e non poteva venire trasferito; mentre un altro era scomparso al largo delle Hawaii.
Al momento della dichiarazione di blocco l'Unione possedeva solamente 3 imbarcazioni adattabili all'operazione. Il Dipartimento della Marina, sotto l'accurata guida del Segretario alla Marina Gideon Welles, si mosse velocemente nell'intento di espandere la flotta.
Furono richiamate le navi da battaglia che si trovavano all'estero, venne lanciato un massiccio programma di costruzione navale, saranno acquistate anche navi sia mercantili che passeggeri civili e verranno riutilizzate le imbarcazioni catturate nel tentativo di violazione del blocco.
Entro la fine del 1861 alla flotta complessiva vennero aggiunti circa 80 "SS (marina)" piroscafi e 60 velieri, tanto che il numero totale delle navi adibite al blocco salì fino a raggiungere la cifra di 160. Al principio del nuovo anno si trovavano in costruzione nei cantieri navali altre 53 navi da guerra di varie classi.
Nel novembre del 1862 la flotta ammonterà a 282 piroscafi e 102 velieri. Al termine del conflitto l'United States Navy era cresciuta fino a toccare la cifra di 671 imbarcazioni di ogni tipo e classe, divenendo in tal maniera la più potente flotta esistente al mondo.
Alla fine del 1861 si contarono fino a 24.000 tra ufficiali e marinai arruolati, oltre 15.000 in più di coloro che si trovavano in servizio prima dello scoppio delle ostilità. Furono schierati 4 squadroni navali, due davanti all'Atlantico e 2 di fronte alla costa Sud ai confini con il Messico e l'America centrale.

### Servizio di blocco
Il servizio di blocco risulterà attraente sia per i marittimi federali che per i semplici cittadini; considerato come il lavoro più noioso dell'ambito della guerra, ma anche al contempo il più interessante in termini di potenziale guadagno finanziario. Il compito assegnato consistette nel navigare costantemente avanti e indietro per intercettare eventuali violazioni.
Più di 50.000 uomini si offrirono volontari per compiere tale dovere, poiché il cibo e le condizioni di vita a bordo erano assai migliori da quelle offerte dalla fanteria; il lavoro era maggiormente sicuro e soprattutto a causa della reale (anche se minore) possibilità di guadagno. Le navi catturate assieme al loro carico vennero venduti all'asta ed il ricavato spartito equamente tra i marinai.

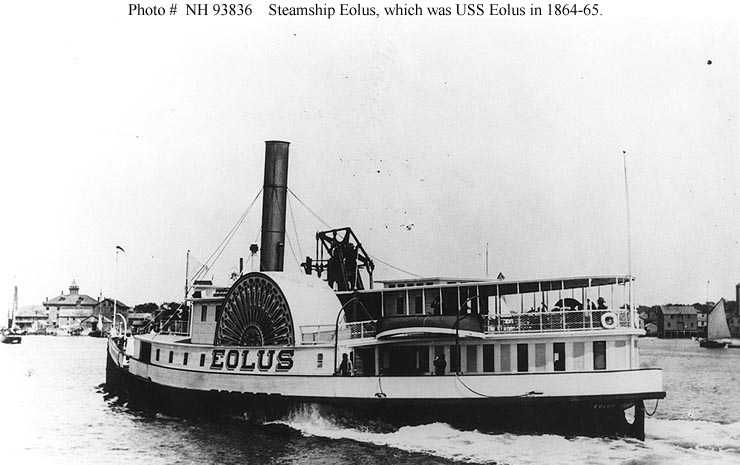
Foto del USS Eolus.

Quando l'USS Eolus prese il cacciatore di blocco USS Hope a Wilmington (Carolina del Nord) verso la fine del 1864 il capitano vinse $ 13.000 ($ 203.409 odierni), l'ingegnere capo $ 6.700, i semplici marinai più di $ 1.000 ciascuno e i "ragazzi di cabina" $ 533: ciò rispetto alla paga generica di fanteria posta a $ 13 ($ 203 odierni) mensili.
L'ammontare raccolto per un "bottino di guerra" poteva variare anche di molto. Mentre il piccolo USS Alligator si vendeva a soli $ 50, solo i telai e le funi del USS Memphis portarono ad un profitto di $ 510.000 ($ 7.979.872 odierni): una somma che 40 operai civili avrebbero potuto riuscire a guadagnare insieme in un'intera vita di lavoro. In un periodo di 4 anni venne assegnato un premio in denaro totale pari a $ 25 milioni

## Squadroni

### Atlantic Blockading Squadron
| Comandante                                  | Da                | A                 |
| ------------------------------------------- | ----------------- | ----------------- |
| Flag Officer Silas Horton Stringham         | 4 maggio 1861     | 23 settembre 1861 |
| Flag Officer Louis Malesherbes Goldsborough | 23 settembre 1861 | 29 ottobre 1861   |

### North Atlantic Blockading Squadron
| Comandante                                    | Da                | A                |
| --------------------------------------------- | ----------------- | ---------------- |
| Flag Officer Louis M. Goldsborough            | 18 settembre 1861 | 4 settembre 1862 |
| Retroammiraglio (in atto) Samuel Phillips Lee | 5 settembre 1862  | 11 ottobre 1864  |
| Retroammiraglio David Dixon Porter            | 12 ottobre 1864   | 27 aprile 1865   |
| Retroammiraglio (in atto) William Radford     | 28 aprile 1865    | 25 luglio 1865   |

### South Atlantic Blockading Squadron
| Comandante                             | Da                | A              |
| -------------------------------------- | ----------------- | -------------- |
| Retroammiraglio Samuel Francis Du Pont | 18 settembre 1861 | 5 luglio 1863  |
| Retroammiraglio John A. Dahlgren       | 6 luglio 1863     | 25 luglio 1865 |

### Gulf Blockading Squadron
| Comandante                         | Da                | A                 |
| ---------------------------------- | ----------------- | ----------------- |
| Flag Officer William Mervine       | 6 maggio 1861     | 21 settembre 1861 |
| Flag Officer William Wister McKean | 22 settembre 1861 | 20 gennaio 1862   |

### East Gulf Blockading Squadron
| Comandante                                     | From            | To              |
| ---------------------------------------------- | --------------- | --------------- |
| Flag Officer William W. McKean                 | 20 gennaio 1862 | 3 giugno 1862   |
| Flag Officer James Lawrence Lardner            | 4 giugno 1862   | 8 dicembre 1862 |
| Retroammiraglio (in atto) Theodorus Bailey     | 9 dicembre 1862 | 6 agosto 1864   |
| Capitano Theodore Phinney Greene (pro tempore) | 7 agosto 1864   | 11 ottobre 1864 |
| Retroammiraglio (in atto) Cornelius Stribling  | 12 ottobre 1864 | 12 giugno 1865  |

### West Gulf Blockading Squadron
| Comandante                                    | Da               | A                |
| --------------------------------------------- | ---------------- | ---------------- |
| Retroammiraglio David G. Farragut             | 20 gennaio 1862  | 29 novembre 1864 |
| Commodoro James Shedden Palmer                | 30 novembre 1864 | 22 febbraio 1865 |
| Retroammiraglio (in atto) Henry Knox Thatcher | 23 febbraio 1865 | 12 giugno 1865   |

### Altre letture
- Paul Calore, Naval Campaigns of the Civil War, McFarland, 2002,  p. 232. Url
- Spencer Tucker, The Civil War Naval Encyclopedia, Volume 1, 
ABC-CLIO, 2010,  p. 829, ISBN 978-1-59884-338-5. Url